# Histoire économique de l'Arabie saoudite
 (novembre 2009).
Si vous disposez d'ouvrages ou d'articles de référence ou si vous connaissez des sites web de qualité traitant du thème abordé ici, merci de compléter l'article en donnant les références utiles à sa vérifiabilité et en les liant à la section « Notes et références ».
L'économie de l'Arabie saoudite a connu une longue période de pauvreté "stable" jusqu'à ce que la découverte du pétrole en 1938 provoque un bouleversement littéralement fabuleux.
Avant 1938, le royaume reculé et assez pauvre d'Arabie saoudite trouvait des moyens précaires de subsistance dans un pastoralisme à portée limitée, une agriculture d'oasis et les profits des pèlerinages à La Mecque dont vivait un petit commerce à l'état embryonnaire.

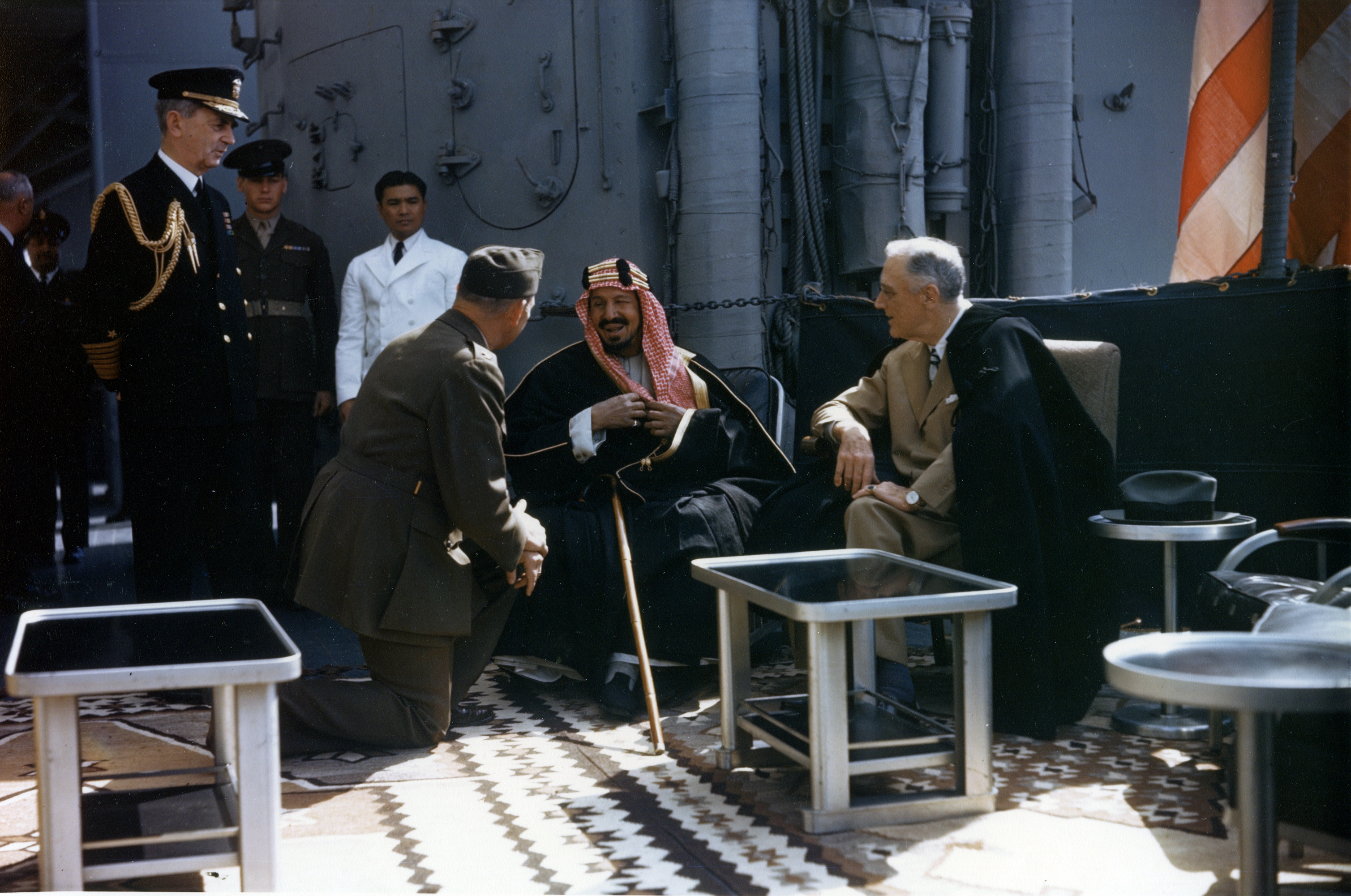
Rencontre du président Roosevelt et du roi Ibn Saoud, en Égypte en février 1945, à bord du croiseur lourd de l'US Navy l'. La stabilité du royaume saoudien est assurée par des accords de protection militaires, en échange de l'accès aux ressources pour les sociétés occidentales en partenariat avec la Saudi Aramco.

L'exploitation des puits de pétrole par les compagnies occidentales, modeste mais en constante progression de 1945 aux années 1960, préfigura l'avenir du pays, lui faisant entrevoir ses possibilités de développement ; enfin, les années 1970 (les chocs pétroliers) virent l'explosion des revenus pétroliers et provoquèrent ce qui est probablement un exemple unique dans l'histoire : la transformation complète et radicale, tant économiquement que socialement, d'un si grand pays en un si petit laps de temps.
L'esclavage a été supprimé dans le royaume en 1962 mais la situation des sept millions d'immigrés (pour une population totale estimée à 23 millions en 2004) n'est guère enviable, et les femmes ont en outre un statut inférieur à celui des hommes
Entre 1977 et 1981, le revenu national provenant directement des revenus du pétrole dépasse à lui seul les 300 millions de dollars par jour, nourrissant de milliards de dollars la « machine à développer » conçue par les Al Saud. Concevant et menant à bien des milliers de projets, les architectes, les ingénieurs, les entrepreneurs, les éducateurs et les ouvriers venus de l'Europe de l'Ouest, d'Amérique du Nord, du Moyen-Orient, d'Asie du Sud-Est aident l'Arabie saoudite à construire de toutes pièces une nation développée au milieu du désert, depuis les infrastructures les plus élémentaires aux campus universitaires les plus sophistiqués, en passant par des complexes d'habitation à l'américaine avec leurs magasins de fast-food. Les investissements privés ont suivi l'impulsion forte et continue donnée par le gouvernement, et ont contribué pour une large part au développement des surfaces de vente et de nombreuses industries, et à une bonne part de l'expansion agricole.

La géographie du royaume saoudien le relie au triangle du pétrole et à l'exploitation des régions pétrolifères au Moyen-Orient.

Néanmoins, la majeure partie du développement s'est faite sous l'égide de plans quinquennaux, par l'intermédiaire de l'attribution de budgets d'État, culminant lors du second plan couvrant la période 1975-1980, où 195 milliards de dollars furent attribués et permirent la construction de 28 barrages, 4 ports, 175 000 nouvelles maisons, 24 000 km de routes et l'aéroport de Jeddah qui fut le plus grand du monde jusqu'à l'ouverture de l'aéroport de Riyad. Avant et après cette période, des centaines de projets liés à la maîtrise de l'eau, servant au développement industriel ou à celui de l'infrastructure (comme la route d'un milliard de dollars desservant Bahreïn) furent menés à bien.
Le quatrième plan - 1985-1990 - a vu son budget sérieusement réduit en raison de la récession qui suivit la baisse subite des revenus pétroliers à la suite du second choc de 1982. Les ventes de pétrole saoudien chutèrent de 9,6 millions de barils en 1980 à 3,3 millions en 1985 ; quant au prix du baril, il s'effondra de §35-40 en 1980 à §10-12 en 1986, ces deux événements se produisant à un moment où la valeur du dollar baissait elle aussi, en accentuant les effets. Ce triple choc réduisit les revenus pétroliers de 90 % et malgré une certaine diversification de l'économie, le Produit National Brut chuta de 75 % entre 1981 et 1988. Le cinquième plan quinquennal - 1990-1995 - prévoyait moins de 100 milliards de dollars en dépenses de développement, mais si la production de pétrole poursuivait sa lente reprise, ce montant était susceptible d'augmenter.
Tous ces plans ont en commun un programme de diversification de l'économie, conçu pour limiter la dépendance du royaume vis-à-vis des revenus du pétrole, de sorte qu'il soit moins à la merci d'un retournement de conjoncture en ce qui concerne les prix et les quantités consommées, et de manière qu'à long terme, l'épuisement des ressources pétrolifères ne lui soit pas fatal. Les premiers plans privilégiaient des opérations coûteuses en énergie et en capital, le royaume possédant des réserves énormes de pétrole et les revenus de leur exploitation, mais manquant cruellement de main-d'œuvre à tous les niveaux. L'Arabie saoudite, en effet, avait une population inférieure à celle de Londres pour une surface équivalente à un quart des États-Unis. Une fois la main-d'œuvre attirée et fidélisée par des salaires attrayants et les investisseurs gagnés par la confiance, les priorités des plans ont été légèrement modifiées : le développement met désormais l'accent sur l'expansion et la diversification de l'industrie, en particulier en direction des secteurs non-pétrolifères et de ceux jusqu'à présent soumis à la loi de l'importation. L'agriculture est aujourd'hui également prioritaire, au même titre que la « saoudisation » de la main-d'œuvre et que l'éducation, la santé et l'ensemble des services publics.
Entre 1973 et 2002, la famille Al Saoud a reçu quelque 2000 milliards de dollars de revenus pétroliers. Les investissements dans l'industrie font défaut et le pays vit majoritairement de la rente pétrolière.